# Rodrigo Noguera Laborde
Rodrigo Noguera Laborde (Santa Marta, 22 de octubre de 1919-Bogotá, 28 de junio de 2004) fue un académico, escritor, jurista y filósofo colombiano. Fue fundador de la Universidad Sergio Arboleda.

## Biografía
Nació en la ciudad de Santa Marta, departamento de Magdalena de padres samarios. A los 11 años se trasladó a Bogotá, en donde estudió derecho, ciencias políticas y filosofía en la Pontificia Universidad Javeriana. Fue nombrado profesor de Derecho de la Javeriana por el jesuita Félix Restrepo Mejía. Su docencia en la Universidad Javeriana añadió luego la del Rosario y la de la Nacional, Universidad ésta en la que fue decano de la facultad de Filosofía, y en la Grancolombia donde fundó la de Filosofía.
En 1984 fundó en Bogotá la Universidad Sergio Arboleda y regentó la cátedra de Filosofía del Derecho desde la creación de la secuela de la facultad. Dentro de su aérea política ejerció las funciones de ministro de Minas y Petróleos, bajo la presidencia de Laureano Gómez, y de Justicia de la Junta Militar de Gobierno, fue procurador general de la Nación en el gobierno de Laureano Gómez, cargo al que renunció con ocasión del Golpe de Estado de 1953, pero al cual volvió durante el primer gobierno del Frente Nacional, en la presidencia de Alberto Lleras Camargo.
Falleció en Bogotá el 28 de junio de 2004, a pocos días del 20 aniversario de la fundación de la Universidad Sergio Arboleda. 